# Julus postsquamatus
Julus postsquamatus är en mångfotingart som beskrevs av Karl Wilhelm Verhoeff 1898. Julus postsquamatus ingår i släktet Julus och familjen kejsardubbelfotingar. Inga underarter finns listade i Catalogue of Life.